# Carl Ringius
Carl Sigfrid Ringius, född 3 december 1879 i Grevie socken, Kristianstads län, död 15 februari 1950 i Rutland, Vermont, USA, var en svensk-amerikansk poet, textilkonstnär och  målare.
Han var son till Peter Nilsson och Ingrid Matilda Svensdotter och från 1901 gift med textilkonstnären Lisa Ringius. Han började sin bana som hantverksmålare och blev gesäll 1897. Samtidigt med sitt arbete utförde han en del journalistiskt arbete för olika tidningar. Efter ett kort besök i Amerika 1899 började han studera konst och gobelängvävning vid Konstslöjdanstalten i Lund. Han medverkade i en utställning i Halmstad 1901 och tilldelades där ett diplom för sina gobelängvävnader. 1902 utvandrade han till Amerika och fortsatte där sina studier för bland annat Charles Noël Flagg och Robert B. Brandegee innan han 1906 for på en studieresa till. Han var länge verksam i Hartford Connecticut. Förutom på den svensk-amerikanska utställningen i Göteborg 1923 medverkade han i talrika utställningar i Hartford, New Haven, Chicago, Philadelphia och New York där han tilldelades ett hedersdiplom för sina gobelänger. Hans konst består förutom gobelängvävnader av landskapsskildringar från New Englands kustlandskap, småstadsidyller och hamnbilder från Gloucester. Han var en av initiativtagarna till bildandet av Connecticut Academy of Fine Arts i Hartford 1910. Vid sidan av sitt konstnärskap publicerade han ett antal dikter i det litterära samfundet De nios årsböcker. Ringius finns representerad vid John H. Vanderpoel Collection i Chicago, Illinois State Museum i Springfield och Smålands museum i Växjö.